# Salami
Salami is de benaming voor gedroogde worst van Italiaanse oorsprong. Het Italiaanse woord is de meervoudsvorm van salame, dat 'gezouten vlees' betekent. In Nederland en België wordt salami sinds de jaren twintig van de twintigste eeuw door slagers aangeboden.
Oorspronkelijk werd salami gemaakt van een mengsel van varkensvlees en zout, dat in de lucht werd gedroogd. Geleidelijk zijn er vele soorten salami met elk een eigen mengsel van kruiden en zout ontstaan. Salami wordt bovendien niet meer alleen gedroogd door de lucht, maar ook gerookt of gekookt. Sommige variaties worden van rundvlees gemaakt, terwijl bij andere typen rundvlees en varkensvlees worden gemengd. Salami kan knoflook bevatten, maar bij de meeste origineel Italiaanse soorten is dat niet het geval. 
In veel landen buiten Italië wordt salami gemaakt, maar vaak uiteraard onder andere namen, of met de naam van de streek erbij. Zo bestaat er Salami Milano, Salami Sorrento, maar ook saucisson sec, fuet en chorizo. Een Amerikaanse vorm van de Italiaanse salami heet pepperoni.